# Allotraeus sauteri
Allotraeus sauteri là một loài bọ cánh cứng trong họ Cerambycidae.